# Козмин Моци
Космин  Йосиф Моци (на румънски: Cosmin Iosif Moţi, собственото име в България се произнася погрешно като Козмин) е бивш румънски футболист, играещ като централен защитник.

## Кариера
Моци е играл в румънските Университатия Крайова (2002 – 2005) и Динамо Букурещ (2005 – 2012). През 2009 г. играе като преотстъпен в италианския Сиена.

### Лудогорец
На 28 юни 2012 г. подписва за 3 години с Лудогорец Разград . Дебютира за Лудогорец на 18 юли 2012 г. срещу Динамо Загреб в Шампионската лига . Дебют в А ПФГ прави на 19 август 2012 г. срещу Берое Стара Загора . Отбелязва първия си гол за Лудогорец на 4 ноември 2012 г. при победата над Етър Велико Търново с 4 – 0 в среща от 11 кръг на А ПФГ .
На 27 август 2014 г., Моци е принуден да играе вратар в края на мача-реванш, който изпраща победителя от този мач в груповата фаза на Шампионската лига. Той се изправя срещу Стяуа, след като вратарят Владислав Стоянов е изгонен за тактически фаул, а треньорът вече е направил и трите смени. При изпълнението на дузпи Моци изпълнява пръв за Лудогорец и открива резултата, а след това спасява две дузпи на Първулеску и Ръпа. Така при резултат от дузпите 6:5 Лудогорец се класира за груповата фаза на Европейската шампионска лига за пръв път в историята на клуба и става вторият български отбор успял да постигне това след Левски през 2006 г.
На 15 май 2015 г. на стадион Лудогорец Арена е открита трибуна на неговото име.
На 12 септември 2015 г. е награден с Орден „Стара планина“ от президента на Република България, Росен Плевнелиев заради заслугите си в мача срещу Стяуа.
На 10 май 2021 г. обявява официално край на активната си футболна кариера.

## Успехи

### Динамо Букурещ
- Румънска лига I (1): 2006–07
- Купа на Румъния (1): 2012
- Суперкупа на Румъния (1): 2005

### Лудогорец (Разград)
- Първа професионална футболна лига (9): 2012–13, 2013–14, 2014–15, 2015–16, 2016–17, 2017–18, 2018–19, 2019–20, 2020–21
- Купа на България (1): 2013–14
- Суперкупа на България (4): 2012, 2014, 2018, 2019